# Halloween 5 - La vendetta di Michael Myers
Halloween 5 - La vendetta di Michael Myers (Halloween 5: The Revenge of Michael Myers) è un film del 1989 diretto da Dominique Othenin-Girard.
La pellicola è il quinto capitolo della saga horror di Halloween.

## Trama
Michael è riuscito a scampare alla morte che lo ha sprofondato in un pozzo, dopo che i poliziotti e qualche abitante della città in rivolta contro il "serial killer", scaricano i colpi dei loro fucili addosso a quest'ultimo, e che dopo avergli lanciato una granata, l'assassino sembra morire. In realtà Michael si salva, e passa un anno in una grotta tra la vita e la morte, accudito da un eremita con la compagnia di un pappagallo. Il serial killer è ancora vivo pronto a tornare a mietere vittime pur di uccidere la nipote Jamie. Per un anno intero Michael sembra essere senza forze, finché il giorno di Halloween si ridesta appieno e, dopo aver massacrato l'eremita, si rimette a caccia dell'undicenne nipote Jamie. Jamie intanto si trova ricoverata nella clinica per bambini di Haddonfield, Illinois, dopo aver aggredito la sua madre adottiva con un paio di forbici (in quanto posseduta dallo spirito del malvagio zio). La bambina sembra aver sviluppato un contatto telepatico con il diabolico zio, e riesce quindi a vedere tutti i suoi omicidi. Michael, tornato ad Haddonfield, si mette sulle tracce della nipote con Loomis alle calcagna, tornato per combattere una volta per tutte Myers. Rachel si reca regolarmente a trovare Jamie con la sua amica Tina con la quale Jamie è molto legata, e Myers poi uccide Rachel stessa ma ne nasconde il corpo.
Michael poi ucciderà diversi amici di Tina, che intanto stanno festeggiando Halloween nella "Torretta della Fattoria" dove poi verrà uccisa anche Tina, alla quale Jamie aveva cercato di salvare la vita, poiché sapeva che correva pericoli.
Cercando quindi di salvarla, scappa dalla clinica con il suo amico Billy durante la festa in maschera ma rischiano quasi di farsi travolgere dall'auto di Michael che poi si va a scontrare con un albero, e dall'incidente ne esce miracolosamente illeso. Loomis, accortosi della fuga dei bambini, li manda via di lì e decide di spingere Michael a tornare nella sua vecchia casa per tendergli una trappola con l'aiuto di Jamie.
Michael arriva e sembra quasi che si faccia convincere dalle parole di Loomis che gli dice di lasciar perdere tutta la sua vendetta e la sua furia omicida e di tornare ad essere felice come quando era bambino. Ma appena sfiora il suo coltello, Loomis viene pugnalato ad una spalla, così Michael rincorre Jamie fino ad una soffitta dove quest'ultima trova i cadaveri di Rachel, di Mike (il fidanzato di Tina) e del cane della sorellastra, Max.
Poco dopo, Jamie viene raggiunta da Michael che sta per pugnalarla fino a quando lei non lo chiama "zio". Qui vediamo inaspettatamente Michael piangere, forse per il rimorso del male fatto. L'uomo si toglie la maschera, però appena Jamie cerca di toccarlo, lui si ribella perdendo quell'unica briciola di umanità che gli era rimasta. Perdendo di nuovo la ragione, inizia a rincorrere Jamie fino ad uno scantinato dove c'è ad aspettarlo Loomis, che lo fa cadere in una rete facendogli credere di consegnargli la nipote, e all'arrivo della polizia si accascia sopra di lui. Portato in carcere, sembra che per Michael Myers non ci sia via di fuga, ma appena i poliziotti stanno per andarsene un misterioso uomo vestito di nero libera Michael dalla prigione facendo strage dei poliziotti, mentre Jamie si mette ad urlare in preda alla disperazione. Per la ragazzina l'incubo non è finito.

## Produzione
Il successo di Halloween 4 - Il ritorno di Michael Myers e in generale del genere slasher aveva incominciato a scemare così come altre saghe analoghe come Venerdì 13 e Nightmare, dopo un periodo di larga accoglienza presso il pubblico degli anni '80. Comunque, ancora prima che il quarto episodio della serie fosse uscito nei cinema, Moustapha Akkad aveva già stabilito i piani per la realizzazione di un seguito, puntando a un'uscita per l'ottobre 1989, un anno dopo la distribuzione di Halloween 4.
(Moustapha Akkad sul film.)
Debra Hill, che aveva scritto e prodotto i primi due film della serie, aveva ceduto i diritti a John Carpenter prima di Halloween 4. Incontrò il regista Dominique Othenin-Girard al Sundance Film Festival e mostrò apprezzamento per il suo stile di regia. Ciò che ne conseguì fu un incontro semiufficioso tra la Hill, Othenin-Girad e Moustapha Akkad, dal quale Othenin-Girard uscì con l'incarico di regista e la Hill a produrre il suo terzo e ultimo Halloween. L'intenzione del regista era quella di riportare la serie agli albori, ma con più sangue e violenza. La versione originale non tagliata del film conteneva infatti scene esplicite splatter e sanguinolente. Ad Akkad non piacque questa decisione, sebbene fosse per lui questo elemento ad aver reso popolari il primo e il quarto film.
Dopo aver filmato per due settimane, Donald Pleasence fu al centro di un trailer su di lui, con Danielle Harris messa in secondo piano. La madre della Harris disapprovò la scarsa apparizione della figlia nel trailer, e Pleasence decise di ridurre parte delle sue scene presenti in favore di quelle dell'attrice. Nel frattanto, la Harris e Don Shanks erano diventati buoni amici, tanto da spendere molto tempo insieme anche al di fuori dell'orario di lavoro.
La lavorazione iniziò il 1º maggio 1989, e le riprese si concentrarono grosso modo a Salt Lake City (Utah), come nel caso del film precedente. L'autobus nel quale c'è l'uomo in nero, fa una sosta nel punto esatto dove Jamie e Rachel andarono a comprare il loro costume per Halloween in Halloween 4.
Impossibilitati a trovare una casa in stile vittoriano come nel film originale, i produttori si misero alla ricerca di un villino con la capacità di numerose camere, attico, soffitta, cantina, lavanderia e uno scivolo. Pleasence accidentalmente ruppe il naso di Shanks sul set durante la scena con il dott. Loomis colpisce Michael con un blocco di legno 2×4.
Shanks si ferì una seconda volta, insieme a Wendy Kaplan nella scena dove Michael Myers sbanda contro un albero con il Camaro di Mike. Ciò accadde perché Othenin-Girard si dimenticò di urlare "Taglia!", e a quel punto nella macchina c'era già un principio d'incendio. Infine, il coordinatore dei cascatori Don Hunt ricordò al regista di dare l'ordine e chiudere la scena.

### Sceneggiatura
La prima versione della sceneggiatura fu scritta da Shem Bitterman. L'idea di Bitterman era di trasformare Jamie Lloyd in un personaggio cattivo, come conseguenza dell'uccisione della matrigna; ma la sua proposta fu declinata dallo studio e Akkad incaricò Michael Jacobs di un nuovo cartaceo. In seguito, il regista Dominique Othenin-Girard stesso si prese la briga di un ulteriore rimaneggiamento del lavoro di Jacobs, inserendo nuovi scenari per una maggiore violenza.
L'attore veterano Donald Pleasence mostrò il suo disaccordo verso Akkad e Othenin-Girard, alla luce della rappresentazione "esclusivamente maligna" del personaggio di Jamie Lloyd dopo aver ucciso la sua matrigna, ma Akkad rimase della propria opinione in quanto secondo lui ciò sarebbe piaciuto agli spettatori.
Halloween 5 entrò in piena produzione il 1º maggio 1989, dopo la presentazione di una solida sceneggiatura. Il copione fu filmato senza prestare particolare attenzione alla perfezione del risultato, puntando invece sulle scene di suspense, dalle quali furono più o meno escluse Tina e Samantha in complicità alla loro relazione col personaggio The Shape.
Alcune scene furono poi cambiate o eliminate durante le riprese:
- In origine era programmato che Rachel fosse uccisa tramite una forbiciata in gola, ma l'attrice Ellie Cornell ritenne che fosse una fine troppo violenta per il suo personaggio, così la scena fu cambiata.
- La scena in cui Michael Myers guida una macchina mentre indossa un diverso tipo di maschera fu scritta inizialmente in modo che Myers indossasse una maschera di Ronald Reagan. L'idea fu rifiutata al fine di tenere il film al di fuori di ogni polemica politica.
- L'eremita, che si vede a inizio film abitare in una baracca vicino alle rive del fiume col suo pappagallo, era stato concepito inizialmente nella sceneggiatura come un giovane uomo dal nome "Dott. Morte", che aveva cercato di riportare alla vita Michael dopo averlo trovato. Nella sua baracca dovevano essere inseriti quindi elementi mistici come rune, compresse e altri oggetti per la risurrezione. La scena fu filmata, ma fu rigirata con un anziano al posto di un giovane.
- La falce che avrebbe dovuto uccidere Samantha, era originariamente prevista per passarle attraverso la fronte.

Inoltre furono aggiunti due poliziotti "buffi", Nick e Tom, aggiungendo loro il "tema pagliaccio" sullo sfondo di un omaggio a una scena di L'ultima casa a sinistra di Wes Craven.

## Distribuzione
Per 25 anni è stato l'unico episodio degli otto che compongono la saga originale "Halloween" ad essere inedito in Italia. Nel 2014, il servizio a pagamento Infinity ha trasmesso per la prima volta il film doppiato in italiano.

### Edizioni home video
In Italia è stato distribuito in DVD e Blu-ray per la prima volta nel 2019 all'interno del cofanetto della saga completa dalla Midnight Factory. Il DVD presenta il film in formato 1,85:1, include 12 scene, offre le lingue italiana e inglese in audio 5.1 Dolby Digital, sottotitoli in italiano e contenuti speciali come il making of, trailer, featurette e crediti. Il Blu-ray, invece, presenta il film in alta definizione sempre in formato 1,85:1 con le stesse 12 scene, lingue italiana e inglese in audio 5.1 DTS-HD Master Audio, sottotitoli in italiano e contenuti speciali analoghi a quelli del DVD.

## Accoglienza

### Incassi
Halloween 5 aprì il 13 ottobre 1989 alla seconda posizione, con un incasso di 5.093.428$ in 1.495 cinema. Nonostante il buon debutto, la permanenza al botteghino si fermò con un incasso totale di 11.642.254$, trasformandosi nel minore successo della serie Halloween fino ad oggi. Al di fuori del Nord America, è stato commercializzato all'estero esclusivamente per il mercato casalingo.

### Critica
Il film ha ricevuto per lo più un'accoglienza negativa dalla critica cinematografica. Su Rotten Tomatoes ha 14 punti percentuali, mentre sull'Internet Movie Database detiene un 4,5 su 10.
Paolo Mereghetti sul suo Dizionario dei film lo considera tra i migliori della saga dopo il primo capitolo, assegnandogli 2 stellette su 4 (dunque alla pari col terzo capitolo).